# USB Killer
USB Killer è un dispositivo con le sembianze di una chiavetta USB che manda sovraccarichi di alta tensione nel dispositivo al quale è connesso, danneggiandone i componenti hardware. I loro costruttori dichiarano che il dispositivo è stato creato con lo scopo di testare la protezione dei componenti da spike e scariche elettriche. Tuttavia, ci sono stati diversi casi di uso malevolo, e il dispositivo non viene utilizzato per i test dei dispositivi da parte di nessuna grande azienda.
Solitamente, il dispositivo è citato negli articoli per allarmare i lettori contro la pericolosità di inserire chiavette USB di provenienza sconosciuta nel proprio dispositivo.

## Meccanismo
L'USB Killer raccoglie l'alimentazione dalla fonte di alimentazione USB del dispositivo al quale è connesso nei suoi condensatori, finché non raggiunge un'alta tensione da scaricare successivamente nei pin dei dati. Sia la versione 2 che la 3 dell'USB Killer generano da 215 a 220 Volt.

## Controversie
Nell'aprile 2019, un ex studente indiano di 27 anni del College di Saint Rose, Vishwanath Akuthota, si è dichiarato colpevole di aver distrutto 59 computer nel suo college usando un USB killer, causando danni per oltre 50000 $.
Ha anche distrutto sette monitor di computer e podi digitali. È stato condannato a 12 mesi di carcere, seguito da un anno di rilascio controllato per averlo fatto, nell'agosto 2019. Gli è stato anche ordinato di pagare 58471 $ come risarcimento.